# Mansa (Zambia)
Mansa is de hoofdstad van de provincie Luapula in Zambia. De stad had in 2010 78.000 inwoners en ligt op een hoogte van 1150 meter.

## Ligging

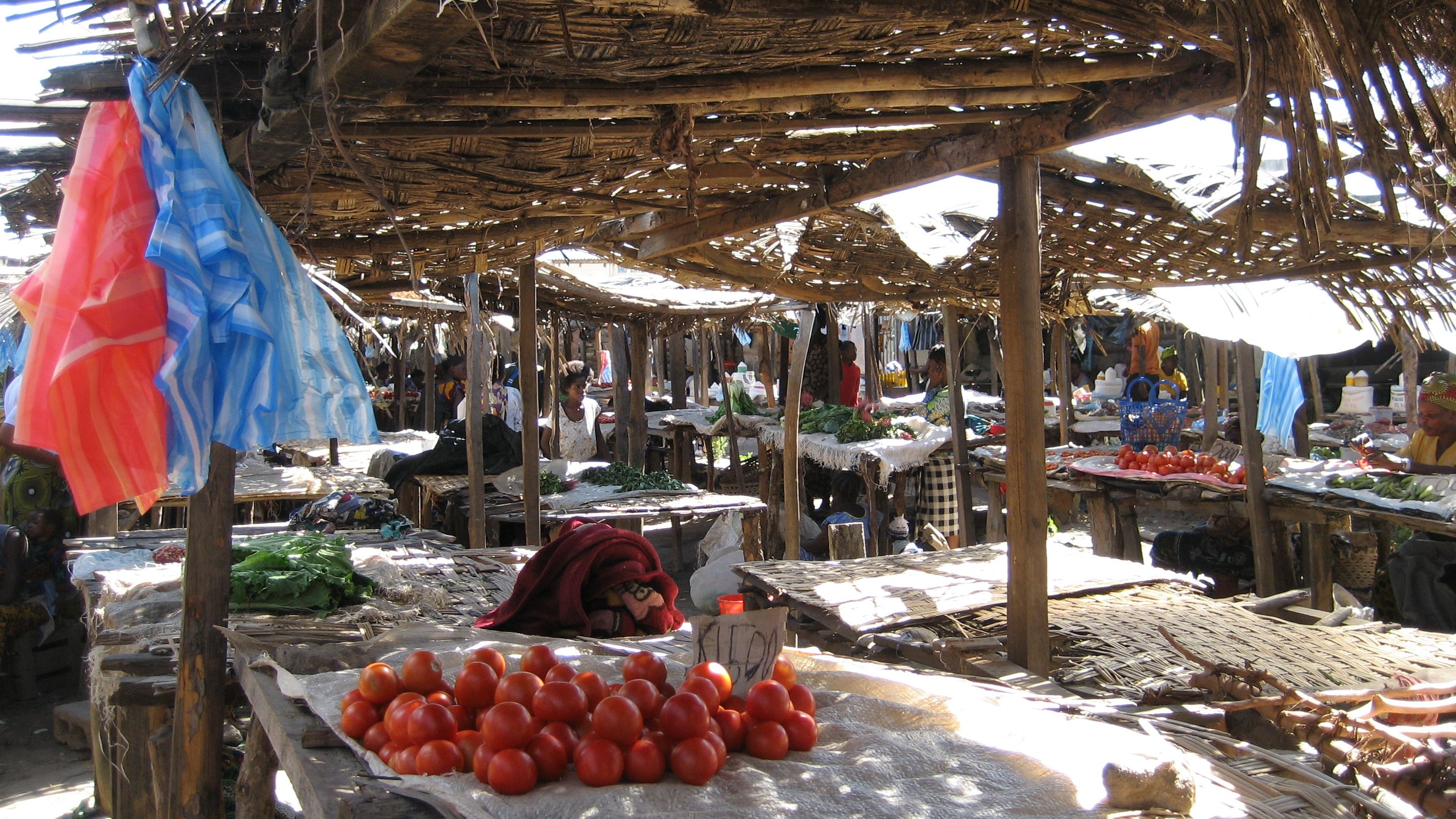
Markt in Mansa

Mansa ligt in een provincie met een mooie omgeving: rivieren, watervallen, meren en moerassen. De stad ligt op een hoogvlakte met vrij weinig reliëf tussen de Luapularivier in het westen en het Bangweulumeer in het oosten. Mansa ligt aan een kruispunt van wegen: de weg vanuit de Copperbelt via de Democratische Republiek Congo en Chembe naar Kawambwa is een geasfalteerde verbinding van zuid naar noord. De geheel verharde weg van Serenje via Samfya naar de vallei van de Luapula-rivier verloopt van zuidoost naar noordwest. De belangrijkste weg naar de Northern Province via Luwingu takt af ten noorden van Mansa, en is verhard in de omgeving van Kasama.

## Geschiedenis
In de koloniale tijd heette de plaats Fort Rosebery en was het administratief centrum van de provincie. Het eerste fort, rond het jaar 1900, was echter gelegen in de vallei van de Luapula, nabij de plaats Mambilima. Daar woonde het grootste deel van de bevolking van de provincie. Na een uitbraak van de slaapziekte in de vallei enkele jaren later, werd het fort verplaatst naar Mansa omdat de ligging op een hoger plateau een gezondere locatie werd geacht.
De provincie Luapula ontwikkelde zich in de loop van de 20e eeuw omdat ze vis, landbouwproducten en arbeidskracht kon leveren aan het industriële centrum van Zambia, de Copperbelt. 

##### Huidige tijd

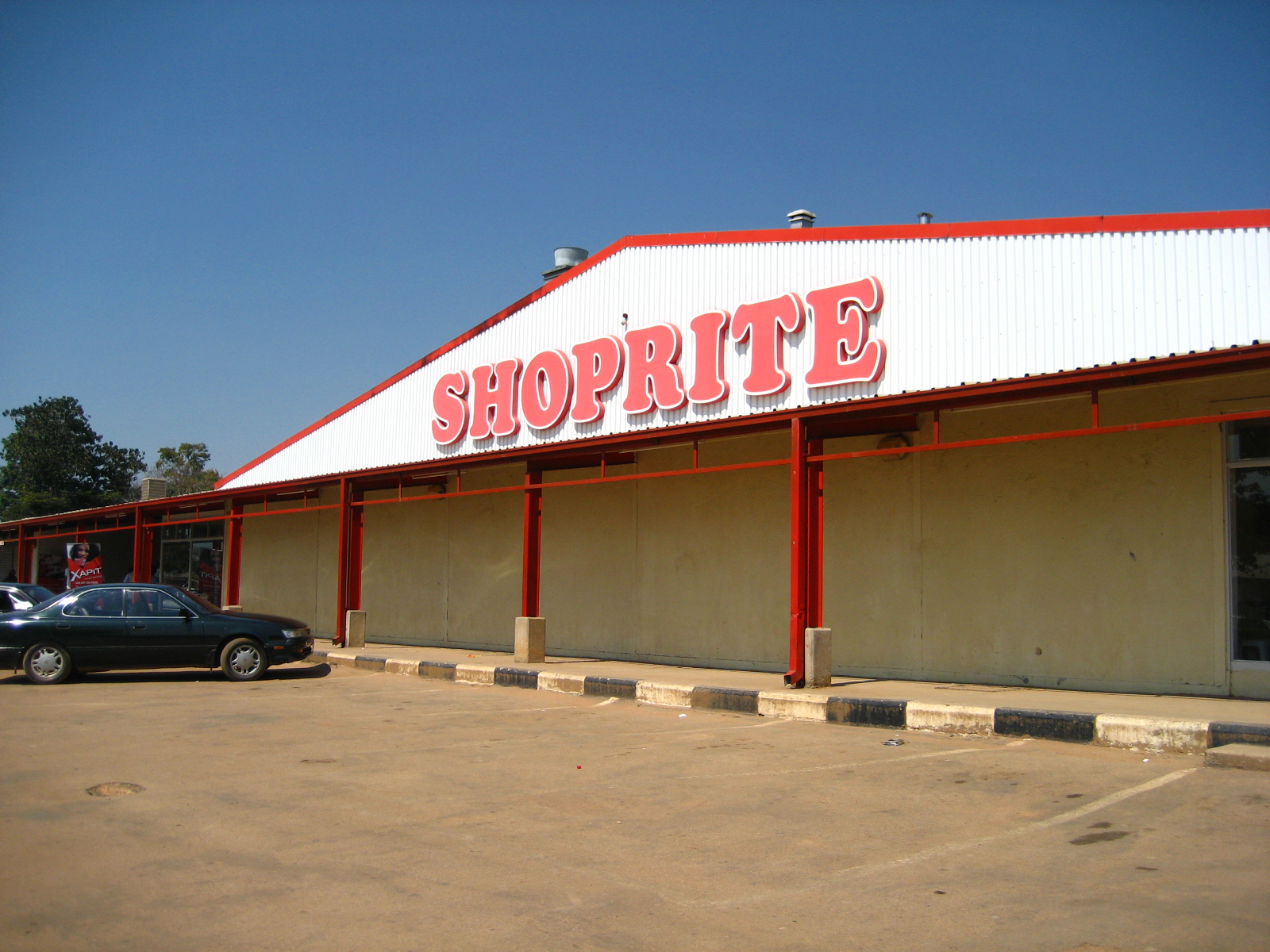
Shoprite-supermarkt in Mansa

Aan het eind van de 20e en begin 21e eeuw is de stad flink gegroeid in bevolkingsaantal maar niet in welvaart. De bevolkingsomvang steeg van 41.000 in het jaar 2000 naar ruim 78.000 in 2010. De afname van de werkgelegenheid in de Copperbelt dwong veel mensen om naar het platteland terug te keren, onder andere naar de provincie Luapula. Mansa beschikt zelf over weinig werkgelegenheid, zodat men trachtte via zelfvoorzienende landbouw in het levensonderhoud te voorzien. Daartoe werd het systeem van hakken en branden toegepast, wat een negatieve invloed had op de natuurlijke omgeving. Als commercieel centrum voor de hele provincie beschikt de stad echter wel over een dagelijkse markt, banken, magazijnen en een Shoprite-supermarkt.

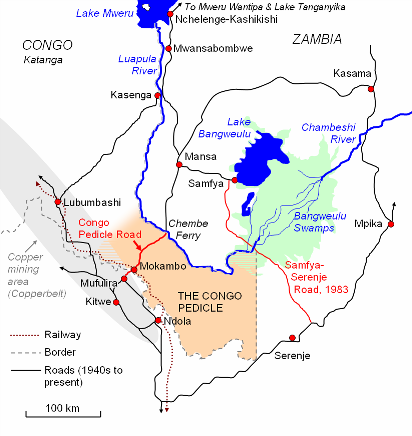
Wegverbinding tussen Mufulira in de Copperbelt en Mansa, en de alternatieve route via Serenje, Mpika en Kasama, of vanaf 1983, via Serenje en Samfya

## Transport en handel
Mansa Airport beschikt over een verharde baan, tweemaal per week voert Proflight Zambia een vlucht uit. Het openbaar vervoer bestaat uit autobussen die de steden aan de hoofdwegen met elkaar verbinden. 
Hoewel het slechts 50 km ten oosten van de Democratische Republiek Congo ligt, en van de Copperbelt in Zambia wordt afgesneden door Congolees gebied, heeft Mansa geen goede wegverbindingen met Congo. Frequente conflicten in de DR Congo vanaf 1960 hebben de ontwikkeling van Mansa vaak gehinderd. De Luapularivier die de grens vormt, heeft een oversteek per veerboot voor passagiers bij Kasenga. Bij Chembe ligt een brug over de rivier, deze weg verbindt Mansa met de Copperbelt via Congolees gebied, er zijn geen aftakkingen naar delen van de DR Congo (zie afbeelding). Andere wegen aan Congolese zijde verkeren in zeer slechte staat, zodat een deel van het Congolese vervoer via Zambiase wegen door Mansa gaat, zoals de productie van de Dikulushi koper- en zilvermijn ten westen van het Mwerumeer. Verder is de handel met Congo beperkt tot plaatselijke producten. 

## Voorzieningen en bezienswaardigheden
- Mansa Hotel
- Opleidingsschool voor onderwijzers
- Verpleegopleiding
- Handelsschool, Trades Training Institute (M.T.T.I)
- Mumbuluma watervallen
- Bangweulumeer

## Religie
Mansa is sinds 1961 de zetel van een rooms-katholiek bisdom.